# Clara Honsinger
Clara Honsinger (Ashland, 5 giugno 1997) è una ciclocrossista ed ex ciclista su strada statunitense che corre per il Team S&M CX, pluri-campionessa nazionale Elite di ciclocross.

## Palmarès

### Cross
- 2018-2019

US Open of Cyclocross #1 (Boulder City)
US Open of Cyclocross #2 (Boulder City)
Campionati panamericani, Under-23
Campionati statunitensi, Under-23
- 2019-2020

FayetteCross #2 (Fayetteville)
US Open of Cyclocross #2 (Boulder City)
Major Taylor Cross Cup #1 (Indianapolis)
Major Taylor Cross Cup #2 (Indianapolis)
Campionati statunitensi, Elite
- 2021-2022

Charm City Cross #1 (Baltimora)
Koppenbergcross, 1ª prova X2O Badkamers Trofee (Oudenaarde)
Campionati statunitensi, Elite
- 2022-2023

Trek Cup #1 (Waterloo)
1ª prova Coppa di Francia (Nommay)
2ª prova Coppa di Francia (Nommay)
Campionati statunitensi, Elite
- 2023-2024

Kings CX #1 (Mason)
Thunder Cross (Missoula)
Campionati statunitensi, Elite

### Strada

#### Altri successi
- 2019 (Dilettanti)

Classifica giovani Cascade Cycling Classic
- 2022 (EF Education-Tibco-SVB)

1ª tappa, 1ª semitappa Tour Féminin International des Pyrénées (Artiguelouve > Lacq, cronosquadre)

## Piazzamenti

### Grandi Giri
- Giro d'Italia

2021: non partita (8ª tappa)

### Competizioni mondiali
- Campionati del mondo di ciclocross

Valkenburg 2018 - Under-23: 14ª
Bogense 2019 - Under-23: 10ª
Dübendorf 2020 - Elite: ritirata
Ostenda 2021 - Elite: 4ª
Fayetteville 2022 - Staffetta: 2ª
Fayetteville 2022 - Elite: 11ª
Hoogerheide 2023 - Elite: 16ª
Tábor 2024 - Staffetta: 7ª
Tábor 2024 - Elite: 8ª